# ŽNL Šibensko-kninska 1998./99.
Ovaj članak je podtema članka: 4. rang HNL-a 1998./99.

ŽNL Šibensko-kninska u sezoni 1998./99. je predstavljala jedinu županijsku ligu u Šibensko-kninskoj županiji, te ligu četvrtog stupnja hrvatskog nogometnog prvenstva. 
 
Sudjelovalo je devet klubova, a prvak je bio klub "Dinara" iz Knina, nako pobjede u majstorici protiv "Mihovila" iz Šibenika, koja je više puta odgađana. 

## Sustav natjecanja
Devet klubova je igralo dvokružnu ligu (18 kola, 16 utakmica po klubu).

## Sudionici
- Dinara – Knin
- DOŠK – Drniš
- Janjevo – Kistanje
- Mihovil – Šibenik
- Mladost – Tribunj
- Rudar – Siverić, Drniš
- SOŠK – Skradin
- Vodice – Vodice
- Zagora – Unešić

## Ljestvica
| Poz. | Momčad           | U  | P  | N | I  | G+ | G–  | G+/– | Bod. | Nastavak natjecanja ili ispadanje |
| ---- | ---------------- | -- | -- | - | -- | -- | --- | ---- | ---- | --------------------------------- |
| 1.   | Dinara (O, P)    | 16 | 12 | 2 | 2  | 59 | 10  | +49  | 38   | majstorica za prvaka              |
| 2.   | Mihovil          | 16 | 11 | 5 | 0  | 54 | 15  | +39  | 38   | majstorica za prvaka              |
| 3.   | Rudar            | 16 | 10 | 1 | 5  | 44 | 22  | +22  | 31   |                                   |
| 4.   | DOŠK Drniš       | 16 | 8  | 3 | 5  | 43 | 19  | +24  | 27   |                                   |
| 5.   | Vodice           | 16 | 8  | 1 | 7  | 43 | 25  | +18  | 25   |                                   |
| 6.   | Zagora Unešić    | 16 | 6  | 4 | 6  | 32 | 20  | +12  | 22   |                                   |
| 7.   | SOŠK Skradin     | 16 | 6  | 2 | 8  | 29 | 31  | −2   | 20   |                                   |
| 8.   | Janjevo Kistanje | 16 | 1  | 1 | 14 | 15 | 105 | −90  | 4    |                                   |
| 9.   | Mladost Tribunj  | 16 | 0  | 1 | 15 | 5  | 77  | −72  | 1    |                                   |

## Rezultatska križaljka
| kratica | klub             | DIN | DOŠK | JANJ | MIH | MLA | SOŠK | RUD | VOD | ZAG |
| --- | ---------------- | --- | ---- | ---- | --- | --- | ---- | --- | --- | --- |
| DIN | Dinara Knin      |     |      |      |     |     |      |     |     |     |
| DOŠK | DOŠK Drniš       |     |      |      |     |     |      |     |     |     |
| JANJ | Janjevo Kistanje |     |      |      |     |     |      |     |     |     |
| MIH | Mihovil Šibenik  |     |      |      |     |     |      |     |     |     |
| MLA | Mladost Tribunj  |     |      |      |     |     |      |     |     |     |
| SOŠK | SOŠK Skradin     |     |      |      |     |     |      |     |     |     |
| RUD | Rudar Siverić    |     |      |      |     |     |      |     |     |     |
| VOD | Vodice           |     |      |      |     |     |      |     |     |     |
| ZAG | Zagora Unešić    |     |      |      |     |     |      |     |     |     |
| |                  |     |      |      |     |     |      |     |     |     |
| podebljan rezultat - utakmice od 1. do 9. kola (1. utakmica između klubova) rezultat normalne debljine - utakmice od 10. do 18. kola (2. utakmica između klubova) rezultat nakošen - nije vidljiv redoslijed odigravanja međusobnih utakmica iz dostupnih izvora rezultat nakošen i smanjen * - iz dostupnih izvora nije uočljiv domaćin susreta prekrižen rezultat - poništena ili brisana utakmica p - utakmica prekinuta 3:0 p.f. / 0:3 p.f. - rezultat 3:0 bez borbe |                  |     |      |      |     |     |      |     |     |     |

 Izvori: 

## Majstorica za prvaka
| Prva momčad | Rez. | Druga momčad |
| ----------- | ---- | ------------ |
| Dinara      | 3:0  | Mihovil      |

(Drniš, 30. lipnja 1999.)
- NK Dinara je promovirana u 3. HNL – Jug